# Christoph Friedrich Cotta
Christoph Friedrich Cotta (* 7. August 1758 in Stuttgart; † 21. September 1838 in Trippstadt) war Jurist und Jakobiner in Mainz und Straßburg.

## Leben
Christoph Friedrich Cotta wurde als Sohn des gleichnamigen Hof- und Kanzlei-Buchdruckereibesitzers Christoph Friedrich Cotta (1730–1807) und dessen Ehefrau in Stuttgart geboren. Sein Vater gab seit 1760 die herzogliche Hofzeitung und seit 1791 ein Oekonomie-Wochenblatt heraus.

### In Tübingen und Stuttgart
Seine Eltern verschafften ihrem ältesten Sohn bereits im Alter von 17 Jahren die Stelle eines verstorbenen Onkels als Postverwalter in Tübingen. 1783 trat er das Amt einem Bruder ab, um Rechtswissenschaft zu studieren. Nachdem er noch während der Studienzeit mehrere Schriften zum deutschen Staatsrecht veröffentlicht hatte, wurde er 1786 zum Doktor der Rechte promoviert.
In diesem Fach gab er seit 1788 an der seit 1781 von Kaiser Joseph II. zur Universität erhobenen Hohen Karlsschule in Stuttgart Vorlesungen. Über mehrere Jahre war er zusätzlich journalistisch tätig.  Er redigierte die Stuttgarter Zeitung und gab eine Monatsschrift „Teutsche Staatslitteratur“ heraus.

### Anhänger der französischen Revolution
Im Juli 1791, verließ Cotta die Stadt Stuttgart, da ihm der Aufenthalt in seiner Vaterstadt verleidet wurde und er sich von der französischen Revolution angezogen fühlte. Er siedelte nach Straßburg über, das zu jener Zeit zu einem Anziehungspunkt für Republikaner aus Deutschland wurde, und erwarb das französische Bürgerrecht. Auch in Straßburg gab er, um die neuen politischen Ideen vor dem deutschen Publikum zu vertreten, seit Beginn des Jahres 1792 das „Straßburger politische Journal für Aufklärung und Freiheit“ heraus.
Als Marschall Nikolaus von Luckner im gleichen Jahr seine Armee im Dienst der Nationalversammlung zusammenstellte, wurde Cotta als Kanzlist dem Generalstab des Generalleutnants Custine zugeteilt.

### Mainzer Republik
So kam er nach Mainz und verfasste dort alsbald, um das Volk für den Gedanken einer Einverleibung des linken Rheinufers an Frankreich zu gewinnen, zwei populäre Schriften, die von dem französischen Heerführer in vielen Tausenden von Exemplaren unter die Bewohner der okkupierten Gebiete verbreitet wurden:
- Von der Staatsverfassung in Frankreich zum Unterrichte für die Bürger und Bewohner im Erzbisthume Mainz und den Bisthümern Worms und Speier
- Wie gut es die Leute am Rhein und an der Mosel haben könnten, 30. November 1792

Im Rahmen Umstrukturierung der Allgemeinen Administration für das gesamte Besatzungsgebiet wurde er als Commissär für die deutschen Posten angestellt und erließ als solcher am 27. Januar 1793 eine Verfügung, dass im Postwesen alle an die Vorgängerstaaten erinnernden Abzeichen zu entfernen und dafür die französischen Nationalfarben anzuwenden seien; auch sollten alle Unterzeichnungen „im Namen der Frankenrepublik“ geschehen.
An den Verhandlungen des Mainzer Jakobinerklubs, der Freunde der Freiheit und Gleichheit (Société des amis de la Liberté et de l’Égalité) nahm er eifrigen Anteil. Am 29. Januar 1793 wurde er zum Vizepräsidenten des Clubs, am 27. Februar zu ihrem Präsidenten gewählt. Von diesem Datum an aber verschwindet seine Spur in Mainz; sein Name erscheint nicht unter den Mitgliedern des Rheinisch-Deutschen Nationalkonventes.
Einige Monate später befindet er sich wieder in Straßburg als aktives Mitglied des Jakobinerclubs und zugleich in einem Munizipalamt. Nach der Verhaftung des Eulogius Schneider war er unter den Freunden dessen, die am 27. Dezember 1793 Zeugnisse zu seinen Gunsten ausstellten. Kurz darauf, am 10. Januar 1794, wurde er selbst verhaftet und nach Paris geschickt, um von dem Revolutionstribunal dort abgeurteilt zu werden. Erst nach der Beendigung des Großen Terrors erhielt er den 18. September seine Freiheit wieder. 1796 wurde er zum zweiten Mal berufen, in den von Frankreich okkupierten deutschen Gebietsteilen das Postwesen zu leiten. Von dieser Zeit an aber fand er nur noch in untergeordneten Stellen Beschäftigung. Politisch engagierte er sich weiterhin bei der Herausgabe von revolutionsfreundlichen Schriften und Zeitungen. Die ab dem 21. Januar 1796 in Straßburg publizierte Zeitung Rheinische Zeitung war ein Gemeinschaftsprojekt von Mathias Metternich, ebenfalls einem Mainzer Jakobiner, mit Cotta. Die Zeitung wurde bereits am 30. Juni 1796 wieder eingestellt, da sowohl Metternich wie auch Cotta Straßburg verließen, um sich im Südwesten Deutschlands an Vorbereitungen zu einem Aufstand zu beteiligen. Von 1800 bis 1810 war er Gerichtsvollzieher in Wissembourg, privatisierte dann einige Jahre und trat 1815 zuerst in württembergische, später in österreichische Dienste. Im April 1816 wurde er von Bayern in deren Rheinkreis in Landau bei der Verwaltung angestellt, aber nach einiger Zeit als überzählig in den Ruhestand versetzt. Er starb am 21. September 1838 in Trippstadt. Vermählt hatte er sich am 14. Dezember 1796 mit Maria Sara Stamm (* 31. August 1771; † 2. Januar 1807), jenem Mädchen, das Eulogius Schneider unmittelbar vor seiner Verhaftung sich zur Braut erwählt hatte.